# Cydnidae
Famille
Les Cydnidae sont une famille d'insectes hémiptères du sous-ordre des hétéroptères (punaises), infra-ordre des Pentatomomorpha, qui compte plus d'un millier d'espèces réparties sur l'ensemble des continents.

## Description
Corps trapu, souvent ovale ou arrondi, en général noir luisant, parfois brun, rarement coloré. Les antennes ont cinq articles. Le scutellum est triangulaire, à l'apex étroit, mais parfois arrondi. Les tibias portent de forte épines et la tête est dilatée à la  manière d'une pelle. Cet assemblage est une adaptation pour creuser le sol plus facilement. Comme toutes les familles de Pentatomoidea, les Cydnidae ont 5 segments antennaires, contre 4 chez les autres familles. Les tarses comptent trois segments (sauf chez Scaptocoris). Une rangée de soie en forme de peigne est présente aux coxa, couchées sur les trochanters. Ces punaises mesurent entre 2 et 25 mm de long dans le monde, mais ne dépassent pas les 12 mm en France.

## Répartition
Cette famille est cosmopolite, aussi bien en zones tempérées que tropicales. 
L'Australie compte environ 10% de diversité des Cydnidae, avec 21 genres et 85 espèces, dont 9 genres et 76 espèces endémiques.
- Cydninae : cosmopolites.
- Sehirinae : cosmopolites, avec la plus grande diversité dans le Paléarctique, quelques espèces dans les régions orientales et éthiopiennes, et une espèce largement répandue dans l'hémispère ouest.
- Amnestinae : zones néarctique et néotropicale, avec une unique espèce également présente dans Paléarctique (Amnestus pusillus, en Iran, probablement introduit par l'homme[6]).
- Amaurocorinae : répartition disjointe, avec un genre en Afrique du Sud et deux dans des Canaries et du Cap Vert jusqu'à l'Asie centrale.
- Thaumastellinae : en Afrique du Nord jusqu'à l'Iran, et dans le Sud de l'Afrique.
- Garsauriinae : en Afrique, en Asie et en Australie.
- Cephalocteinae : en Afrique, dans la zone méditerranéenne et en Inde, avec une espèce en Australie et un groupe dans l'hémisphère ouest.
- Parastrachiinae : régions indomalaise et est-paléarctique, et africaine[7].

En France métropolitaine, 32 espèces sont présentes.

## Biologie
Ces punaises, souvent fouisseuses, vivent pour la plupart dans la litière, et certaines sont souterraines, parfois à tous les stades (œufs, larves, adultes), s'alimentant en piquant les racines de plantes et en absorbant leur sève. Leurs pattes sont modifiées de façon à pouvoir faciliter le creusement dans le sol, et leur tête est aplatie antérieurement à la manière d'une pelle. Scaptocoris castaneus creuse une galerie avec ses pattes avant, et les pattes arrière repoussent la terre rendue meuble derrière lui, rebouchant la galerie, faisant que l'insecte se trouve en permanence dans une sorte de chambre mobile.
Quelques autres, principalement dans la sous-famille des Sehirinae, sont inféodées à des plantes. C'est le cas par exemple pour les Legnotus et certaines espèces de Canthophorus, vivant sur la partie aérienne des plantes en se nourrissant de la sève des graines et des tiges. Les Thyreocorini vivent sur des plantes. Thyreocoris scarabaeoides se nourrit sur Viola ssp.  Les Amaucorinae vivent sous des pierres ou des plantes, de même que les Amnestinae.
Des soins maternels sont présents chez certaines espèces. Sehirus cinctus (Amérique du Nord) et Sehirus bicolor (Europe) pondent leurs œufs par grappes de plus de 100 dans le sol dans des trous d'environ 2 cm de profond et 1 cm de diamètre, et ces grappes sont protégées par les femelles qui se placent au-dessus. Les juvéniles des premiers stades restent également groupés avec la femelle. Chez Parastrachia japonensis, la femelle excrète un mucus, contenant des symbiotes, qu'elle étale sur les œufs, et qui est immédiatement consommé par les jeunes larves. Les femelles approvisionnent également les jeunes de drupes de leur plante hôte Schoepfia jasminodora (Santalales, Schoepfiaceae).
Plusieurs espèces ont des organes stridulatoires (la veine postcubitale de l'aile postérieure comportant un plectre, et les tergites abdominaux), et au moins chez une espèce, on a pu observer une stridulation lors de l'accouplement. 

### Cydnidae et agriculture
Aethus indicus (Westwood, 1837) est parfois ravageur des récoltes de céréales en Afrique et Asie tropicales. Scaptocoris divergens Froeschner, 1860 est un ravageur de la canne à sucre, et a été signalé sur les racines de coton, bananes, tomates et poivrons. Toutefois, dans les cultures de bananes, la présence de Scaptocoris divergens protège les bananiers de la fusariose, une maladie cryptogamique. Là où le cydnidae est présent et abondant, les bananiers ne sont pas malades, tandis que là où il manque, les plants sont malades. En effet, les sécrétions de la glande odoriférante de cette punaise sont toxiques pour le Fusarium.

## Systématique

### Historique et dénomination
La famille des Cydnidae a été décrite par le naturaliste suédois Gustav Johan Billberg en 1820, pour le genre Cydnus, décrit par Fabricius en 1803 et genre type de la famille. Après quoi elle fut encore parfois considérée comme une sous-famille des Pentatomidae. Amyot & Serville (1843) suivis par Signoret (1881–1884) divisent les Cydnidae en deux groupes, les Cydninae et les Sehirinae. En 1960, Froeschner (1960) y établit six sous-familles : Amnestinae, Cydninae, Garsauriinae, Scaptocorinae et Sehirinae. Wagner (1963) révise cette classification en 1963, inclut les Thyreocoridae, et décrit de nouvelles tribus, avec l'arrangement suivant : Cydninae (Cydnini, Geotomini, Scaptocorini), Sehirinae, Thyreocorinae. Dolling inclut les Thaumastellidae comme sous-famille en 1981. Puis Schaefer et al. y incluent encore les Parastrachinae. Jerzy A. Lis révisera plusieurs fois la famille, et ajoute encore une sous-famille, les Cephalocteinae, qui incluent les Scaptocorini (anciens Scatptocorinae),.
Le débat entre une conception restreinte des Cydnidae (Amaurocorinae [ou Amaurocorini dans les Sehirinae], Amnestinae, Cephalocteinae, Cydninae, Garsauriinae, Sehirinae) et une conception élargie (parfois appelée « complexe cydnoïde »), incluant les Thyreocoridae (avec les Corimelaeninae), les Thaumastellidae et les Parastrachiidae, n'est pas encore tranché.
Schuh et Weirauch (2020) reconnaissent 9 sous-familles: Amaurocorinae, Amnestinae, Cephalocteinae (Cephalocteini + Scaptocorini) Cydninae (Cydnini + Geotomini), Garsauriinae, Parastrachiinae, Sehirinae, Thaumastellinae, Thyreocorinae (Corimelaenini + Thyreocorini). Ce regroupement comprend 144 genres décrits et près de 1200 espèces.

Concernant la classification supérieure, les Cydnidae font partie des Pentatomomorpha, et de la super-famille des Pentatomoidea.

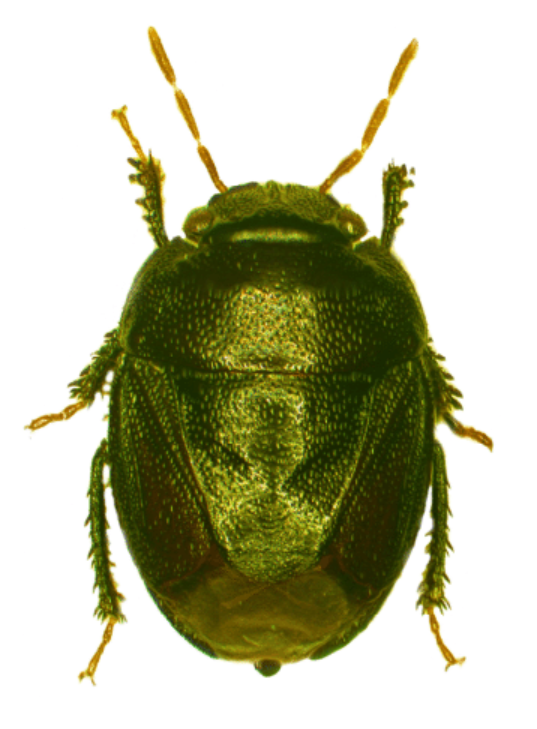
Amaurocorinae : Amaurocoris curtus
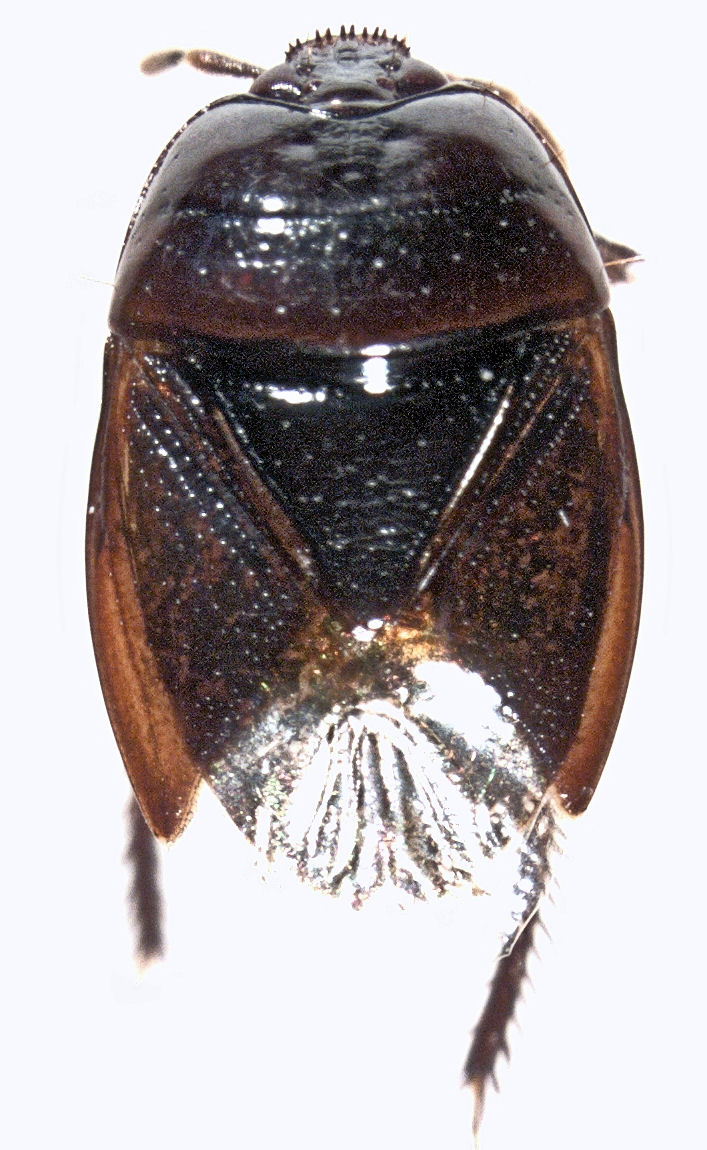
Cydnini : Chilocoris neozelandicus
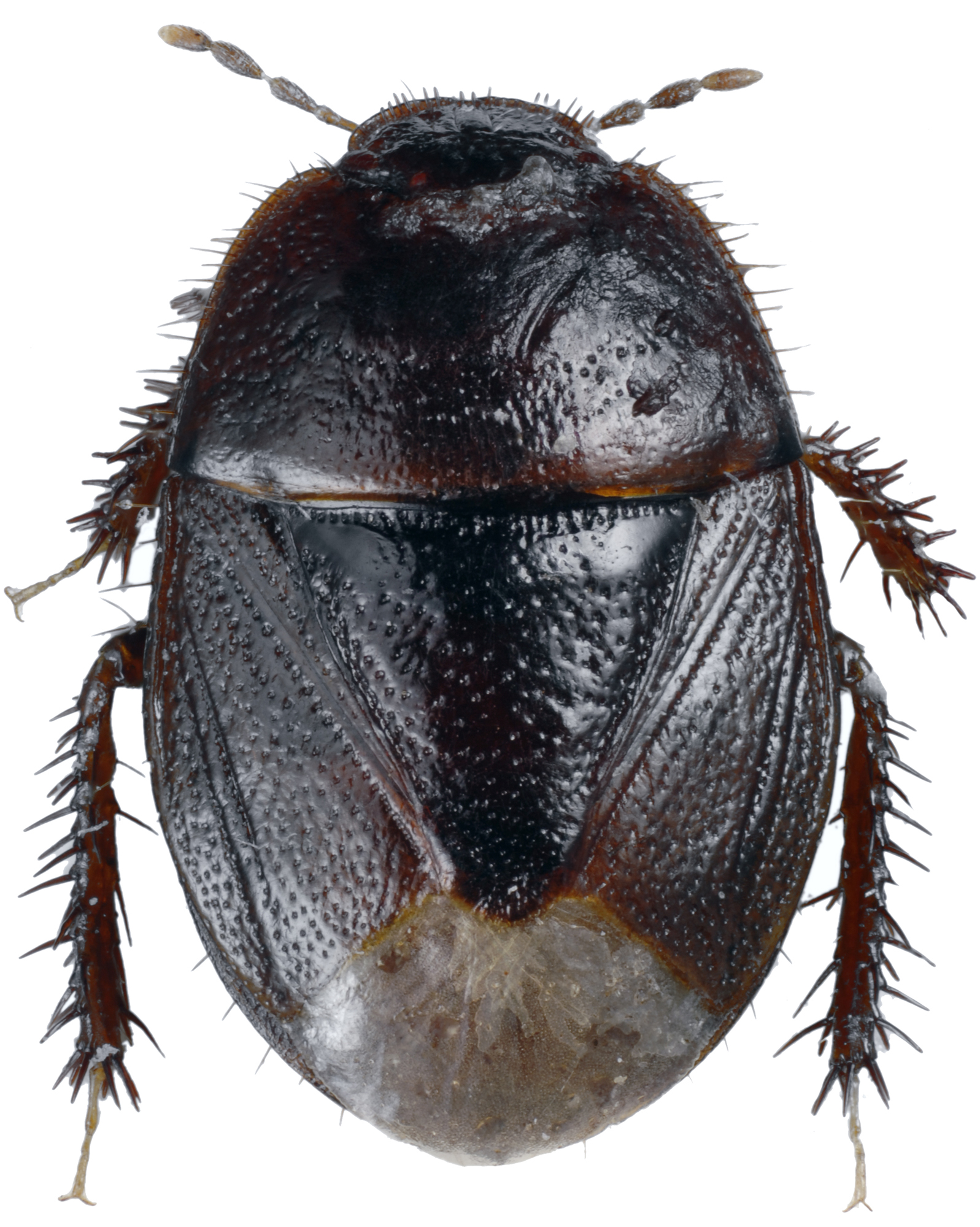
Geotomini : Microporus nigrita
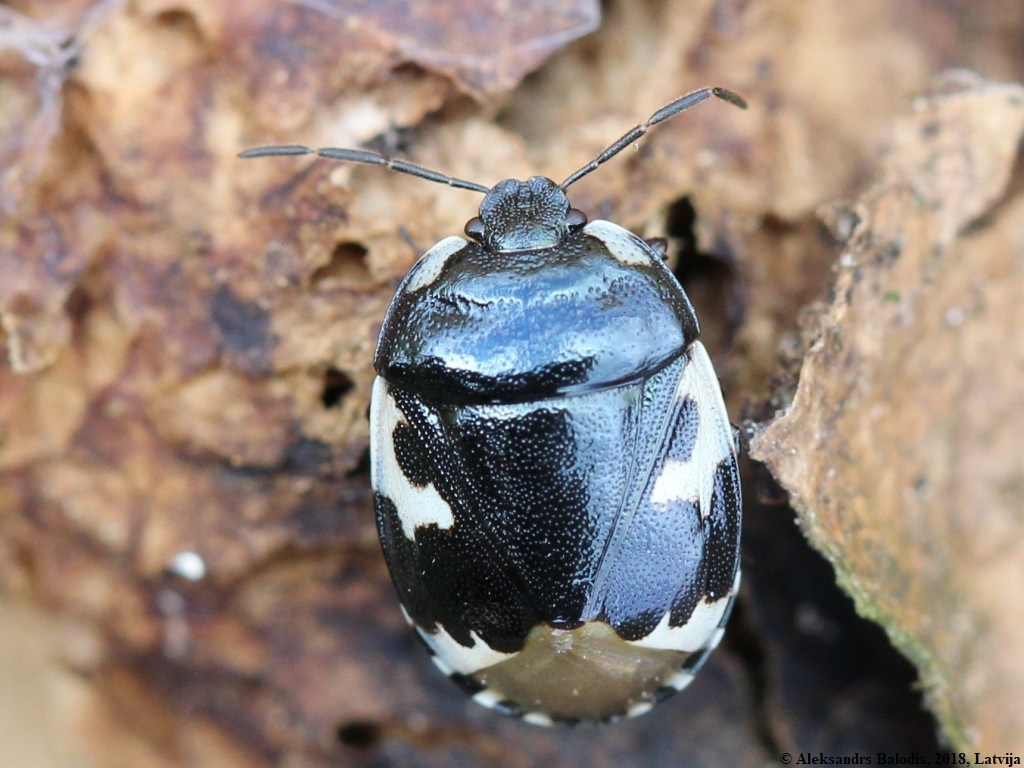
Sehirinae : Tritomegas bicolor
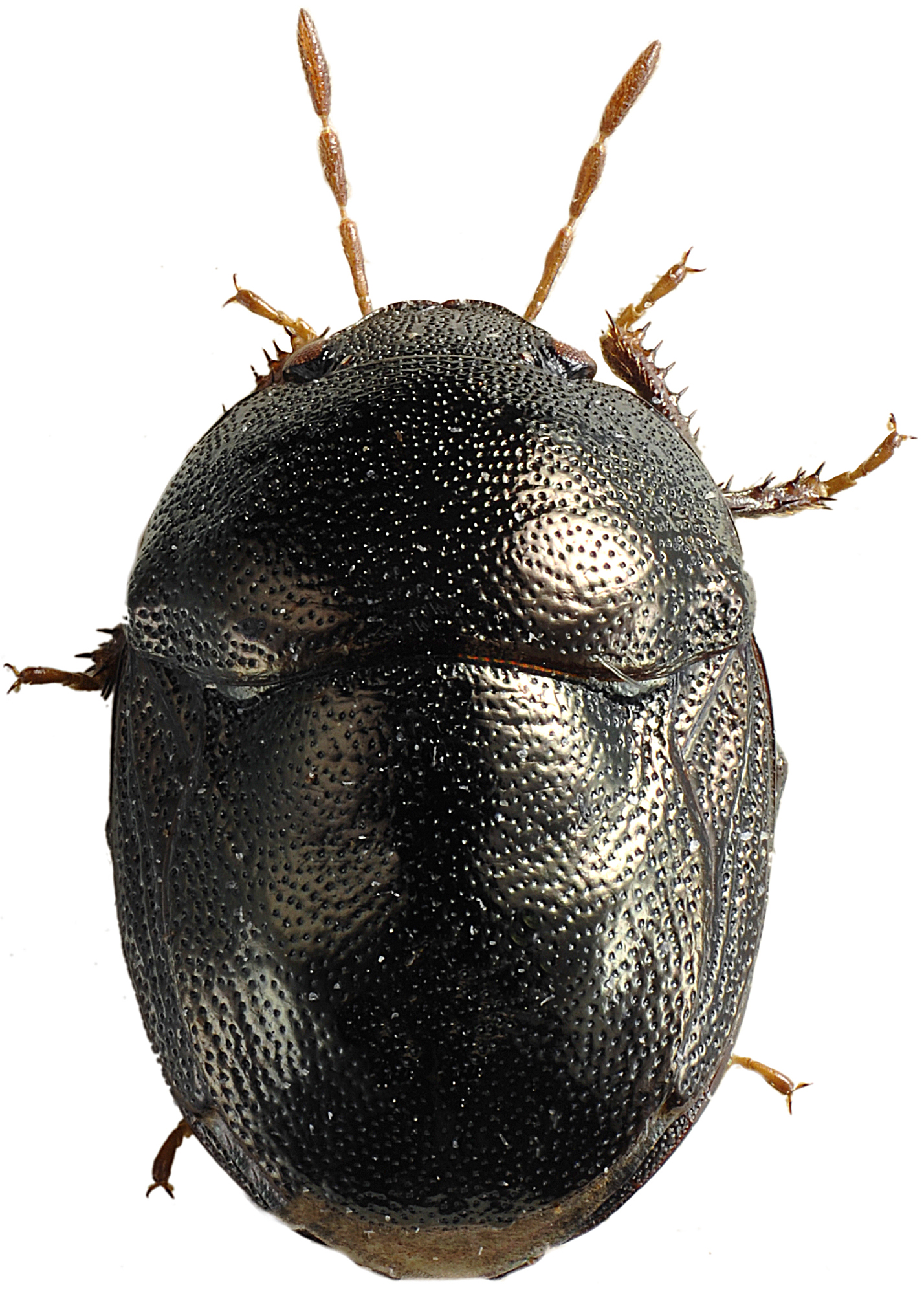
Thyreocorini : Thyreocoris scarabaeoides
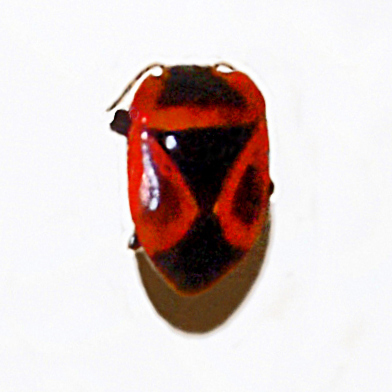
Parastrachiinae : Dismegistus costalis

### Liste sous-familles, tribus et genres
Selon BioLib (26 mai 2022) :
- sous-famille Amnestinae Hart, 1919
  - genre Amnestus Dallas, 1851
  - genre Lattinestus Eger, 2008
- sous-famille Cephalocteninae Mulsant & Rey, 1866
  - tribu Cephaloctenini Mulsant & Rey, 1866
    - genre Cephalocteus Dufour, 1834
    - genre Heissocteus Lis, 2006

  - tribu Scaptocorini Froeschner, 1960
    - genre Afroropus Lis, 1999
    - genre Atarsocoris Becker, 1967
    - genre Pseudostibaropus Lis, 1991
    - genre Scaptocoris Perty, 1833
    - genre Schiodtella Signoret, 1882
    - genre Stibaropus Dallas, 1851
- sous-famille Cydninae Billberg, 1820
  - tribu Cydnini Billberg, 1820
    - genre Blaena Walker, 1868
    - genre Blaenocoris J.A. Lis, 1997
    - genre Centrostephus Horváth, 1919
    - genre Chilocoris Mayr, 1865
    - genre Cydnotomus Lis, 2000
    - genre Cydnus Fabricius, 1803
    - genre Nishadana Distant, 1899
    - genre Nishocoris Lis, 1997
    - genre Parachilocoris Horváth, 1919
    - genre Paranishadana Lis, 1997
    - genre Peltoxys Signoret, 1880
    - genre Pullneya Horváth, 1919

  - tribu Geotomini Wagner, 1963
    - genre Adrisa Amyot & Audinet-Serville, 1843
    - genre Aethoscytus Lis, 1994
    - genre Aethus Dallas, 1851
    - genre Afraethus Linnavuori, 1977
    - genre Afroscytus Lis, 1997
    - genre Alonipes Signoret, 1881
    - genre Byrsinocoris Montandon, 1900
    - genre Byrsinus Fieber, 1860
    - genre Choerocydnus White, 1841
    - genre Coleocydnus Lis, 1994
    - genre Cydnochoerus Lis, 1996
    - genre Cyrtomenus Amyot & Audinet-Serville, 1843
    - genre Dallasiellus Berg, 1901
    - genre Dearcla Signoret, 1883
    - genre Ectinopus Dallas, 1851
    - genre Endotylus Horváth, 1919
    - genre Eulonips Lis, 1996
    - genre Fromundiellus Lis, 1994
    - genre Fromundus Distant, 1901
    - genre Gampsotes Signoret, 1881
    - genre Geocnethus Horváth, 1919
    - genre Geopeltus Lis, 1990
    - genre Geotomus Mulsant & Rey, 1866
    - genre Hemixesta Bergroth, 1911
    - genre Hiverus Amyot & Serville, 1843
    - genre Katakadia Distant, 1899
    - genre Lactistes Schiödte, 1848
    - genre Macroscytus Fieber, 1860
    - genre Megacydnus Linnavuori, 1993
    - genre Melanaethus Uhler, 1876
    - genre Mesocricus Horváth, 1884
    - genre Microporus Uhler, 1872
    - genre Microscytus Lis, 1993
    - genre Onalips Signoret, 1881
    - genre Pangaeus Stål, 1862
    - genre Paraethus Lis, 1994
    - genre Peltoscytus Lis, 1993
    - genre Peribyssus Puton, 1888
    - genre Plonisa Signoret, 1881
    - genre Prokne Linnavuori, 1993
    - genre Prolactistes Lis, 2001
    - genre Prolobodes Amyot & Serville, 1843
    - genre Pseudonalips Froeschner, 1960
    - genre Pseudoscoparipes Lis, 1990
    - genre Raunoloma Lis, 1999
    - genre Rhytidoporus Uhler, 1877
    - genre Scoparipes Signoret, 1879
    - genre Scoparipoides Lis, 1990
    - genre Shansia Esaki & Ishihara, 1951
    - genre Shillukia Linnavuori, 1977
    - genre Teabooma Distant, 1914
    - genre Tominotus Mulsant & Rey, 1866
- sous-famille Garsauriinae Froeschner, 1960
  - genre Garsauria Walker, 1868
  - genre Garsauriella Linnavuori, 1993
- sous-famille Parastrachiinae Oshanin, 1922
  - genre Dismegistus Amyot & Serville, 1843
  - genre Parastrachia Distant, 1883
- sous-famille Sehirinae Amyot & Audinet-Serville, 1843
  - tribu Amaurocorini Wagner, 1963
    - genre Amaurocoris Stål, 1865
    - genre Angra Schumacher, 1913
    - genre Linospa Signoret, 1881

  - tribu Sehirini Amyot & Audinet-Serville, 1843
    - genre Adomerus Mulsant & Rey, 1866
    - genre Canthophorus Mulsant & Rey, 1866
    - genre Crocistethus Fieber, 1860
    - genre Exosehirus Wagner, 1963
    - genre Lalervis Signoret, 1881
    - genre Legnotus Schiødte, 1848
    - genre Ochetostethomorpha Schumacher, 1913
    - genre Ochetostethus Fieber, 1860
    - genre Sehirus Amyot & Audinet-Serville, 1843
    - genre Singeria Wagner, 1955
    - genre Tacolus Schouteden, 1910
    - genre Tritomegas Amyot & Audinet-Serville, 1843
- sous-famille Thaumastellinae Seidenstücker, 1960
  - genre Thaumastella Horváth, 1896
- sous-famille Thyreocorinae Amyot & Serville, 1843
  - tribu Corimelaenini Uhler, 1871
    - genre Alkindus Distant, 1889
    - genre Amyssonotum Horváth, 1919
    - genre Corimelaena White, 1839
    - genre Cydnoides Malloch, 1919
    - genre Eumetopia Westwood, 1838
    - genre Galgupha Amyot & Serville, 1843
    - genre Godmania Horváth, 1919
    - genre Pericrepis Horváth, 1919
    - genre Pruhleria McAtee & Malloch, 1933

  - tribu Thyreocorini Amyot & Audinet-Serville, 1843
    - genre Carrabas Distant, 1908
    - genre Strombosoma Amyot & Serville, 1843
    - genre Thyreocoris Schrank, 1801

Une classification est également en ligne sur du groupe d'étude des hétéroptères de l'Université d'Opole.

### Genres et sous-familles fossiles
De nombreux fossiles ont été retrouvés. Le plus ancien, Cretacoris scutellinus, remonte au Hauterivien, Crétacé inférieur, à environ - 130 millions d'années, retrouvé à Chita, en fédération de Russie.  
Selon Paleobiology Database, les genres et sous-familles fossiles de Cydnidae sont les suivantes :
- sous-famille †Clavicorinae Popov, 1986
  - genre †Clavicoris Popov, 1986
  - genre †Cretacoris Popov, 1986
- sous-famille Amnestinae Hart, 1919
  - genre †Acanthamnestus Du & al., 2022
  - genre †Chilamnestocoris Lis & al., 2018
  - genre †Cilicydnus Yao, Cai & Ren, 2007
  - genre †Laevigemma Du & al., 2022
  - genre †Latiscutella Pinto & Ornellas, 1974
  - genre †Orienicydnus Yao, Cai & Ren, 2007
  - genre †Pricecoris Pinto & Ornellas, 1974
  - genre †Pullneyocoris Lis and Roca-Cusachs, 2020
  - genre †Punctacorona Wang & al., 2019
  - genre †Quinalveus Du & al., 2022
- sous-famille Cydninae, Geotomini
  - genre †Cydnopsis Heer, 1853
  - genre †Paleofroeschnerius Schaefer, 1986
- sous-famille Sehirinae Amyot & Serville 1843
  - genre †Eocenocydnus Popov 2019
- incertae sedis
  - genre †Cydnavites Popov, 1986
  - genre †Necrocydnus Scudder, 1890
  - genre †Neurocoris Heer, 1853
  - genre †Ovalocoris Jordan, 1967
  - genre †Procydnus Scudder, 1890
  - genre †Stenopelta Scudder, 1890
  - genre †Teleocydnus Henriksen, 1922
  - genre †Thlibomenus Scudder, 1890

Des espèces fossiles ont également été découvertes dans les genres actuels suivants : 
Amnestus Dallas 1851, Cydnus Fabricius 1803, Aethus Dallas, 1851, Cyrtomenus Amyot & Serville 1843, Dallasiellus Berg 1901, Crocistethus Fieber, 1861 et Sehirus Amyot & Serville 1843.